# Timoradza
Timoradza este o comună slovacă, aflată în districtul Bánovce nad Bebravou din regiunea Trenčín. Localitatea se află la altitudinea de 235 m deasupra n.m., se întinde pe o suprafață de 10,49 km2 și în 2017 număra 530 de locuitori.

## Istoric
Localitatea Timoradza este atestată documentar din 1355.

## Demografie
| An:                | 1994 | 2004   | 2014   | 2024   |
| ------------------ | ---- | ------ | ------ | ------ |
| Număr de persoane: | 523  | 507    | 529    | 481    |
| Diferență:         |      | −3,05% | +4,33% | −9,07% |

| An:                | 2023 | 2024   |
| ------------------ | ---- | ------ |
| Număr de persoane: | 483  | 481    |
| Diferență:         |      | −0,41% |